# Пријатељи Земље
Пријатељи земље је међународна мрежа организација за заштиту животне средине у 74 земље.
Организацију су основали 1969. године у Сан Франциску Дејвид Бровер, Доналд Аиткен и Гери Соси након Броверовог раздвајања са Сиера Клубом због позитивног приступа нуклеарне енергије. Оснивачку донацију од 500.000 америчких долара (у 2019. УСД) обезбедио је Роберт Орвил Андерсон, власник нафтне компаније ARCO.
Постала је међународна мрежа организација 1971. године на састанку представника из четири државе: САД, Шведске, Велике Британије и Француске.
Организација тренутно има секретаријат (са седиштем у Амстердаму) који пружа подршку мрежи и договореним главним кампањама. Извршни одбор изабраних представника из националних група утврђује политику и надгледа рад секретаријата. 2016. године уругвајска активисткиња Карин Нансен изабрана је за функцију председавајуће Friends of the Earth International.